# Železnica Kalka-Šimla
Železnica Kalka–Šimla je ozkotirna železnica dolžine širine 762 mm v severni Indiji, ki prečka večinoma gorsko pot od Kalke do Šimle. Znana je po dramatičnem razgledu na hribe in okoliške vasi. Železnica je bila zgrajena pod vodstvom Herberta Septimusa Haringtona med letoma 1898 in 1903, da bi povezala Šimlo, poletno prestolnico Indije med Britanskim Rajem, s preostalim indijskim železniškim sistemom.
Njegove zgodnje lokomotive so izdelovali Sharp, Stewart and Company. Predstavljene so bile večje lokomotive, ki jih je izdelovalo podjetje Hunslet Engine Company. Dizelske in dizel-hidravlične lokomotive so začele obratovati leta 1955 oziroma 1970.
8. julija 2008 je UNESCO dodal železnico Kalka–Shimla gorskim železnicam v Indiji na seznam svetovne dediščine.

## Zgodovina
Šimla (takrat črkovana Simla), ki so jo Britanci naselili kmalu po prvi Anglo-Gurkha vojni, je na 2169 m v vznožju Himalaje. Zamisel o povezovanju Šimle z železnico je prvič izpostavil dopisnik časnika Delhi novembra 1847.
Šimla je leta 1864 postala poletna prestolnica Britanske Indije in je bila poveljstvo indijske vojske. To je pomenilo, da je bilo treba dvakrat letno prestaviti celotno vlado med Kalkuto in Šimlo s konjsko in volovsko vprego.
Leta 1891 so odprli širokotirno progo Delhi–Kalka s širino 1676 mm, zaradi česar je bila izvedljiva gradnja odcepa do Šimle.
Najzgodnejša raziskava je bila narejena leta 1884, sledila pa ji je še ena raziskava leta 1885. Na podlagi teh dveh raziskav je bilo leta 1887 vladi Britanske Indije predloženo poročilo o projektu. Nove raziskave so bile opravljene leta 1892 in 1893, kar je vodilo do štirih alternativnih shem, ki so bile predlagane - dve adhezijski liniji dolžini 108,23 km in 112,25 km in dve zobati liniji. Nove raziskave so bile ponovno opravljene leta 1895 od Kalke do Solana, da bi ugotovili, ali je treba izbrati 1 od 12 zobatih ali 1 od 25 adhezijsko linijo. Po dolgih razpravah je bila prednostna izbira adhezijske linije.
Gradnjo železnice Kalka–Šimla na ozkotirnih tirih 610 mm je začelo zasebno financirano železniško podjetje Delhi-Ambala-Kalka po podpisu pogodbe med državnim sekretarjem in podjetjem 29. junija 1898. V pogodbi je bilo določeno, da bo proga zgrajena brez kakršne koli finančne pomoči ali jamstva vlade. Vendar je vlada zemljišče podjetju zagotovila brezplačno. Ocenjeni stroški 8.678.500 rupij so se podvojili do trenutka, ko je bila linija odprta. Glavni inženir projekta je bil Herbert Septimus Harington.
95,68 km proga je bila odprta za promet 9. novembra 1903 in jo je predal prometu podkralj Lord Curzon. Ta proga je bila 27. junija 1909 nadalje razširjena od Šimle do Šimla Goods (kjer je bila nekoč pisarna z volovskimi vpregami), tako da je bila dolga 96,60 km.
Indijska vojska je bila skeptična glede izbrane širine za progo in je zahtevala, da se za gorske in lahke strateške železnice uporabi širši standardni tir. Sčasoma se je vlada strinjala, da je tirna širina preozka, ker je bila v bistvu glavno mesto in za vojaške namene. Posledično je bila pogodba z železniško družbo spremenjena 15. novembra 1901 in tirna širina spremenjena na 762 mm, tir, ki je bil zgrajen do danes, pa je bil ponovno umerjen. Nekateri viri navajajo, da ponovno merjenje ni bilo izvedeno do leta 1905.
Leta 1905 je podjetje prevzelo 10-tonski potovalni žerjav Cowans Sheldon za pomoč pri dvigovanju voznega parka nazaj na tire po nesrečah in za splošno vzdrževanje tirov.
Zaradi visokih investicijskih in vzdrževalnih stroškov ter težkih delovnih razmer je železnica smela zaračunavati višje voznine kot na drugih progah. Kljub temu je podjetje do leta 1904 porabilo 16.525.000 rupij brez znakov, da bi linija postala donosna, zaradi česar jo je 1. januarja 1906 kupila vlada za 17.107.748 rupij.
Ko je proga prišla pod nadzor vlade, je bila prvotno upravljana kot neodvisna enota iz urada North West Railway v Lahoreju do leta 1926, ko je bila prenesena na Delhi Division. Od julija 1987 progo upravlja Ambala Division iz Ambala Cantta.
Leta 2007 je vlada Himačal Pradeša razglasila železnico za dediščino. Približno teden dni, z začetkom 11. septembra 2007, je Unescova ekipa obiskala železnico, da bi jo pregledala zaradi možnega izbora za območje svetovne dediščine. 8. julija 2008 je postala del indijske svetovne dediščine gorskih železnic s himalajsko železnico Darjeeling in gorsko železnico Nilgiri.

## Tehnične podrobnosti
Proga ima 20 slikovitih postaj, 103 tunele, 912 ovinkov, 969 mostov in 3 % naklona. 1143,61 m dolg predor pri Barogu neposredno pred postajo Barog je najdaljši, 18,29 m most je najdaljši in najostrejša krivina ima polmer ukrivljenosti 38 m. Železniška proga je prvotno uporabljala 20,8 kg/m tirnico, ki je bila kasneje nadomeščena z 29,8 kg/m tirnico. Vlak ima povprečno hitrost 25–30 km/h, vagon pa skoraj 50–60 km/h. Tako vlak kot tirnica sta opremljena z razglednimi kupolami.
Temperaturno območje je 0–45 °C, letna količina padavin pa 200–250 cm.

## Operaterji
KSR in njegovo premoženje, vključno s postajami, progami in vozili, pripada indijski vladi pod Ministrstvom za železnice. Severna železnica skrbi za vsakodnevno vzdrževanje in upravljanje, več programov, oddelkov in oddelkov indijskih železnic pa je odgovornih za popravila.

## Potek
Proga se vije z višine 656 metrov pri Kalki v vznožju himalajskega hribovja Šivalik, mimo Dharampurja, Solana, Kandaghata, Taradevija, Baroga, Salogre, Totuja (Jutogha) in Summerhilla do Šimle na nadmorski višini 2075 metrov. Višinska razlika med obema koncema proge je 1419 metrov.

### Postaje
Trasa železniške proge od juga proti severu, vzdolž NH-5 na zahodni strani avtoceste do severa Jabli (Koti) in nato na vzhodni strani, je naslednja:
| Postaja            | Stacionaža | Nadmorska višina | Opis |
| ------------------ | ---------- | ---------------- | --- |
| Kalka              | 0 km       | 656 m            | Ime je dobila po templju Kali Mata, ki je na koncu mesta Šimla. V njej je skladišče dizelskega goriva ter delavnica za servisiranje ozkotirnih motorjev in vagonov proge Kalka-Šimla.                                                                                              |
| Taksal             | 5,69 km    | 806 m            | Prva postaja po vstopu v Himačal je dobila ime, ker je bil kraj, kjer so v starodavnih časih izdelovali kovance. |
| Gumman             | 10,41 km   | 940 m            | Izolirana postaja v hribih Kasauli, čeprav je Sonvara najbližja železniška postaja Kasauliju. |
| Koti (Jabli)       | 16,23 km   | 1098 m           | Ta postaja je znana tudi kot železniška postaja Džabli. Postajo pogosto obiščejo divje živali. Pri tej postaji je drugi najdaljši predor (št. 10) z dolžino 693,72 m. Avgusta 2007 je močan naliv odnesel del postajnega poslopja in tir.                                          |
| Sonwara            | 26 km      | 1334 m           | Zgodovinska rezidenčna šola Lawrence School at Sanawar je oddaljena 6 km. V bližini te postaje je najdaljši most (št. 226) na progi s skupno dolžino 97,40 m in višino 19,31 m. Ta oskrbuje pivovarno Kasauli in hribovsko postajo Kasauli, ki sta oddaljeni 9,3 km oziroma 11 km. |
| Dharampur          | 32,14 km   | 1469 m           | Ta oskrbuje hribovsko postajo Kasauli, ki je oddaljena 13 km. Inženirski bungalov (MP 33 km, ki je bil uradna rezidenca inženirja, zadolženega za ta odsek proge do poznih 1960-ih, je bil spremenjen v Inštitut za varnost severne železnice.                                     |
| Kumarhati (Dagšai) | 39 km      | 1579 m           | Ta izolirana postaja je služila vojaškemu kantonu Dagšai |
| Barog              | 42,14 km   | 1531 m           | Najdaljši predor (št. 33) z dolžino 1143,61 m je v bližini postaje Kalka. |
| Solan              | 46,10 km   | 1429 m           | V bližini sta Nacionalni inštitut za raziskave gojenja gob in Solan Agriculture University. |
| Salogra            | 52,70 km   | 1509 m           | Znamenita pivovarna Solan je le nekaj kilometrov stran od postaje Salogra. |
| Kandaghat          | 58 24 km   | 1433 m           | Tu je ločni most št. 493 v dolžini 32 m. |
| Kanoh              | 69,42 km   | 1647 m           | Tu je najvišji ločni galerijski most (št. 541) z višino 23 m in dolžino 54,8 m. |
| Kathleeghat        | 72,23 km   | 1701 m           | Je zadnja postaja okrožja Šimla. |
| Šoghi              | 77,81 km   | 1832 m           | Šoghi je prva postaja okrožja Šimla |
| Taradevi           | 84,64 km   | 1936 m           | Ime izhaja iz Mata Tara Devi. V bližini te postaje sta templja Sankat Močan in Tara Devi. Tretji najdaljši tunel (št. 91) na 992 m je na koncu te postaje. |
| Jutogh             | 89,41 km   | 1958 m           | Ta postaja v predmestju Šimle je nekoč služila kot tranzitna točka vojaškega kantona Jutogh. |
| Summer Hill        | 92,93 km   | 2042 m           | Ta postaja v predmestju Šimle je prvotno služila kot Viceregal Lodge. Univerza Himačal Pradeš je v bližini postaje. |
| Šimla              | 95,60 km   | 2075 m           | Ta čudovita postaja je tik pod staro avtobusno postajo v Šimli. |

- Šimla
- Barog
- Solan
- Šimla
- Summer Hill

### Mostovi in viadukti
Železnica ima 988 mostov in viaduktov in naklon 1 proti 33 ali 3 %. Ima 917 krivin, najostrejša pa je 48 stopinj (polmer 37,47 m).
Arhitekturno najbolj zapleten most je št. 226, ki se razteza čez globoko dolino, zaradi česar je bilo treba zgraditi v petih fazah, pri čemer je imela vsaka stopnja svojo kamnito obokano plast.

### Predori
Prvotno je bilo zgrajenih 170 predorov, zaradi zemeljskih plazov pa sta ostala v uporabi samo 102.

## V popularni kulturi
BBC Four je februarja 2010 predvajal Gorske železnice v Indiji, serijo treh filmov, ki je v svoji tretji epizodi predstavljal KSR; prvi dve epizodi sta bila film Himalajska železnica Darjeeling in Gorska železnica Nilgiri. Epizode, ki so jih režirali Tarun Bhartiya, Hugo Smith in Nick Mattingly, je produciral Gerry Troyna.Gorske železnice v Indiji je junija 2010 prejel nagrado Royal Television Society. KSR je nastopila tudi v pandžabski epizodi CNN-ove oddaje Anthony Bourdain: Parts Unknown.
Leta 2018 je bil KSR predstavljena v epizodi programa BBC Two Great Indian Railway Journeys.